# Marguerite Abouet

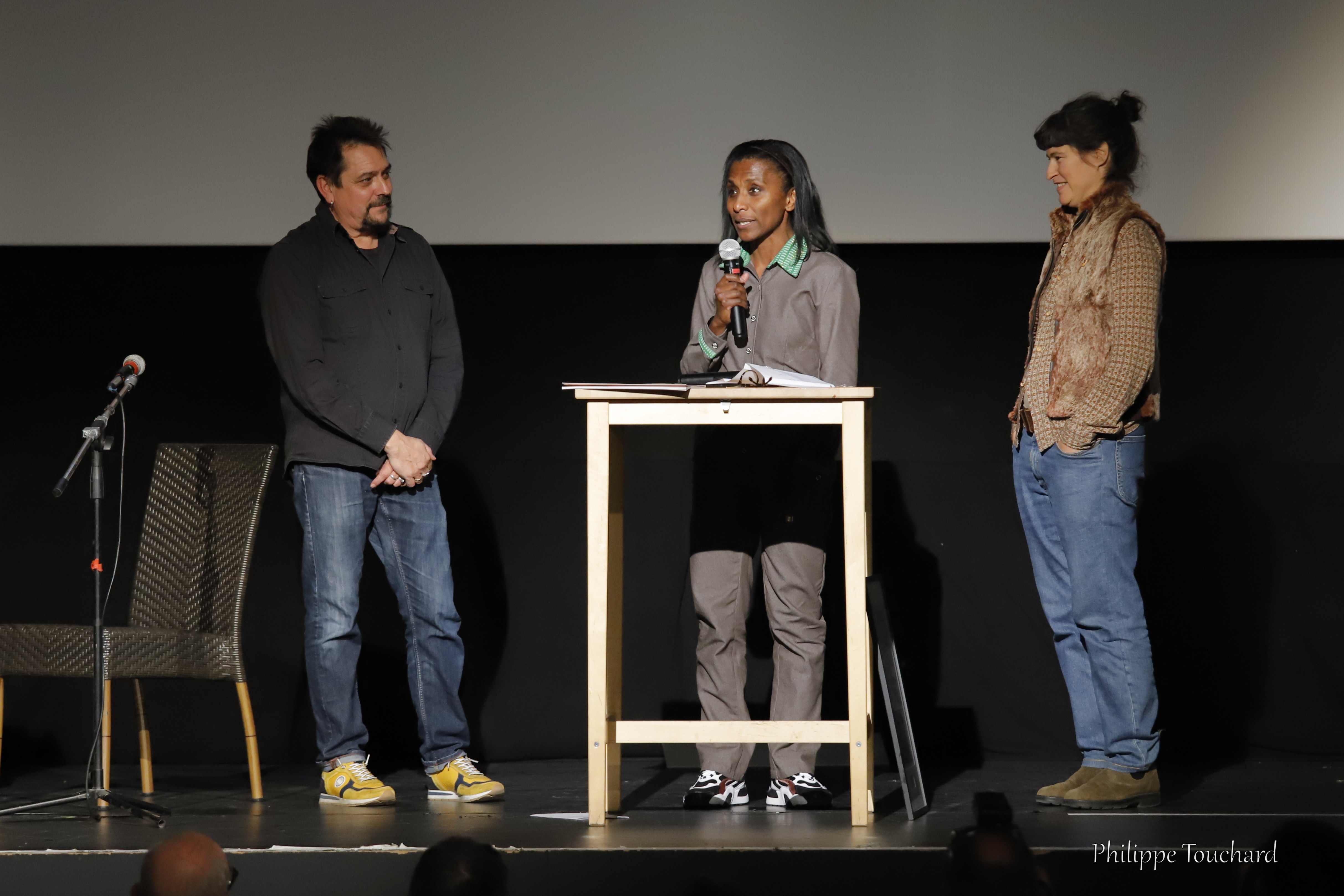

Marguerite Abouet est une écrivaine, scénariste et réalisatrice franco-ivoirienne née Patricia N’gbandjui à Abidjan en 1971. Elle est connue principalement pour la bande dessinée Aya de Yopougon qu'elle a écrite, dessinée par  Clément Oubrerie.

## Biographie
Marguerite Abouet naît en 1971 à Abidjan en Côte d'Ivoire. Elle est la fille d'une mère directrice chez Singer et d'un père cadre chez Hitachi.  
Elle passe douze ans de sa vie à Yopougon, un quartier aujourd'hui populaire d'Abidjan. Par la suite, elle s'inspire de cette période de sa vie pour ses scénarios de bande dessinée, d'abord pour Aya de Yopougon puis plus directement dans Akissi où les bêtises de l'héroïne sont directement inspirées de sa propre enfance. 
Marguerite Abouet vient s'installer en France à l'âge de douze ans en 1983, en même temps que son frère, chez un grand-oncle médecin. 
Pendant une période où elle vit dans une chambre de bonne, elle met par écrit des choses vues et entendues mais sans destiner encore ses écrits à la publication. Par la suite, en même temps qu'elle travaille comme assistante juridique à Romainville, près de Paris, elle écrit des romans pour jeunes adultes, une forme d'écriture très contraignante qui ne la satisfait pas à cause des modifications sans cesse imposées par les éditeurs. C'est la lecture des bandes dessinées de Marjane Satrapi qui l'intéresse à l'écriture de scénarios de bande dessinée.
Aya de Yopougon, dont le premier tome paraît en 2005, est sa première publication en tant que scénariste. La série relate le quotidien d'un groupe d'adolescentes dans le quartier de Yopougon à Abidjan, vers la fin des années 1970. Elle résulte de la volonté de Marguerite Abouet de donner à voir une représentation plus réaliste de la Côte d'Ivoire que l'image misérabiliste véhiculée par les médias européens. Le premier tome d’Aya de Yopougon est récompensé par le premier prix au festival d'Angoulême en 2006 et est un succès commercial avec plus de 350 000 albums vendus. La série comprend six tomes parus entre 2005 et 2010, et un nouveau tome, le septième, sort en 2022,. Dans ce tome 7, réalisé avec son ex-mari, le dessinateur Clément Oubrerie. Ils évoquent notamment les thèmes de l’homosexualité et du mal-logement des étudiants ivoiriens.
À la suite du succès de ces publications dans la deuxième partie de la décennie 2000, Marguerite Abouet arrête son métier d'assistante juridique et se consacre à l'écriture. En 2010, elle scénarise la bande dessinée jeunesse Akissi, qui se déroule également à Yopougon mais met en scène les facéties d'une petite fille remuante à qui il arrive toutes sortes d'aventures, avec Mathieu Sapin au dessin.

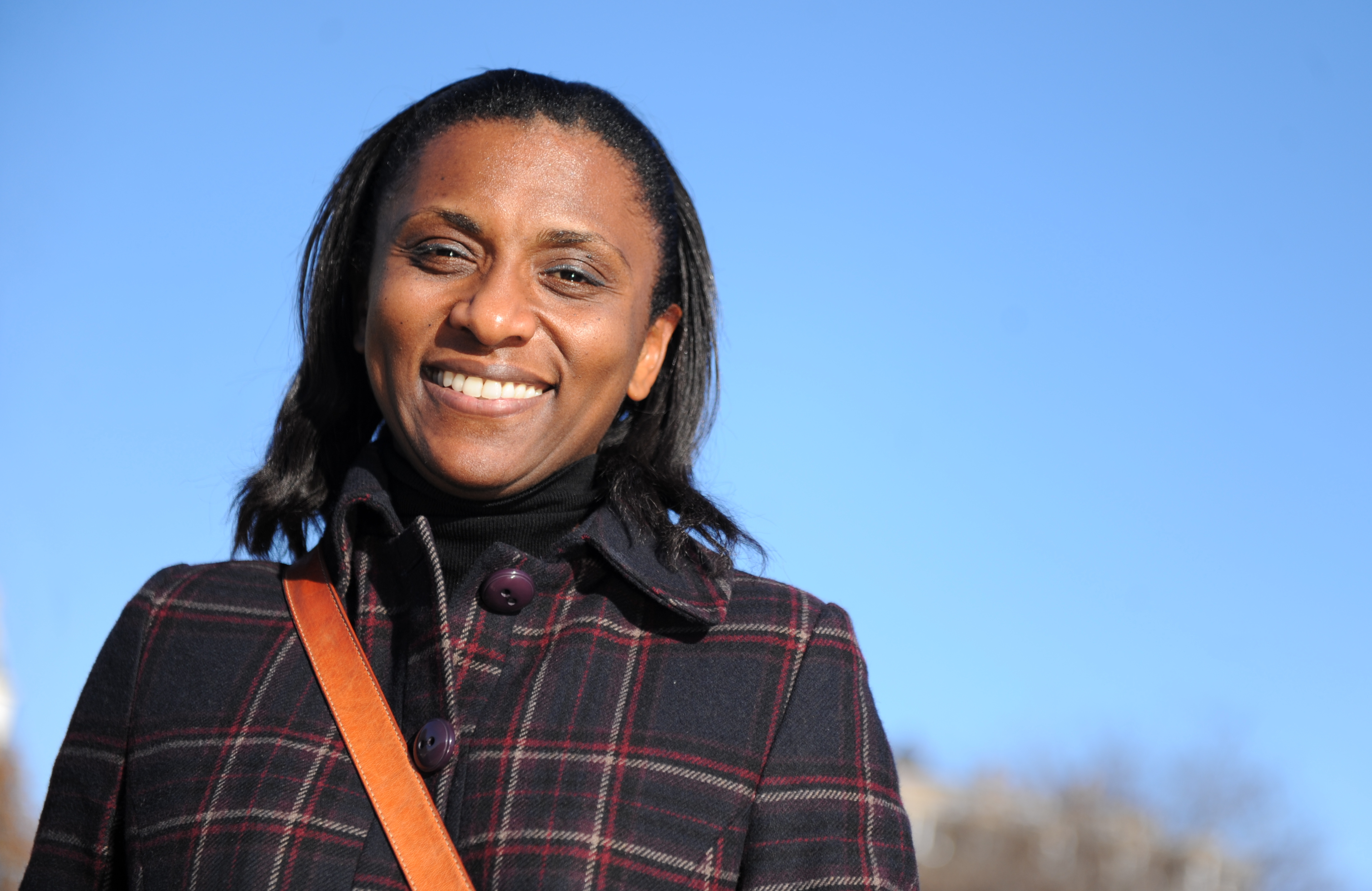
Marguerite Abouet, le 09 décembre 2010 à Paris.

En 2011, Marguerite Abouet se lance dans la réalisation pour l'adaptation d’Aya de Yopougon en film d'animation, qu'elle coréalise avec Clément Oubrerie au sein d'Autochenille Production. Elle en écrit également le scénario et en conçoit la première maquette dessinée. Cette adaptation sort en juillet 2013, et est nommée au César du meilleur film d'animation l'année suivante[réf. souhaitée].
Marguerite Abouet contribue occasionnellement au doublage de films d'animation. En 2011, elle prête sa voix au personnage de l'Africaine dans le long métrage d'animation Le Chat du Rabbin, de Joann Sfar et Antoine Delesvaux, adapté de la bande dessinée éponyme. En 2013, elle double les personnages de Fanta et de mère Mamadou dans le film d'animation Aya de Yopougon adapté de la bande dessinée.
En 2023, elle est sélectionnée pour le prestigieux prix suédois, le Prix commémoratif Astrid-Lindgren.

## Œuvre
- Aya de Yopougon, dessins de Clément Oubrerie, Gallimard

1. Tome 1, 2005
2. Tome 2, 2006
3. Tome 3, 2007
4. Tome 4, 2008
5. Tome 5, 2009
6. Tome 6, 2010
7. Tome 7, 2022
8. Tome 8, 2023

- Akissi, dessins de Mathieu Sapin, Gallimard

1. Attaque de chats, 2010
2. Super-héros en plâtre, 2011
3. Vacances dangereuses, 2012
4. Rentrée musclée, 2013
5. Mixture magique, 2014
6. Sans amis, 2015
7. Faux départ, 2016
8. Mission pas possible, 2018
9. Aller-Retour, 2019
10. Enfermés dedans, 2020

- Akissi de Paris, dessins de Mathieu Sapin, Gallimard

1. Akissi de Paris Tome 1[14], 2024

- Délices d'Afrique (livre de cuisine), avec Agnès Maupré, éditions Alternatives, 2012  (ISBN 978-2862277424)

- Bienvenue, dessins de Singeon, Gallimard

1. Tome 1, 2010
2. Tome 2, 2012
3. Tome 3, 2014

- Essi dans la forêt des monstres (livre de coloriage animé), dessins de Catherine Blancard-Parmentier, éd. Wakatoon, 2017  (ISBN 978-2375280041)

- Commissaire Kouamé, dessins de Donatien Mary, Gallimard

1. Un si joli jardin, 2017  (ISBN 9782075076920)
2. Un homme tombe avec son ombre, 2021  (ISBN 9782075150194)

- Terre gâtée, scénario de Marguerite Abouet et Charli Beleteau, dessins de Christian De Metter

1. Ange, le migrant, 2018  (ISBN 9782369815020)

## Filmographie
- 2013 : Aya de Yopougon : réalisation avec Clément Oubrerie, scénario, doublage
- 2015-2019 : C'est la vie ! : scénariste de la série télévisée

## Prix et distinctions

### Distinctions
- 2006 : Prix du meilleur premier album au festival d'Angoulême pour Aya de Yopougon, tome 1, dessiné par Clément Oubrerie.
- 2007 : Prix de la BD du Point, avec Clément Oubrerie, pour Aya de Yopougon[15]
- 2011 : Sélection Jeunesse du  Festival d'Angoulême 2011 pour  Akissi, tome 1 : Attaque de chats, dessiné par Mathieu Sapin.
- César 2014 : Nomination au César du meilleur film d'animation pour Aya de Yopougon, réalisé avec Clément Oubrerie.
- 2022 : prix Jacques Lob du festival Bd Boum
- 2023 :  Sélection pour le Prix commémoratif Astrid-Lindgren[13]

### Décorations
- Chevalière de l'ordre des Arts et des Lettres (2016)[16]
- Chevalière de l'ordre national du Mérite (2023)[2]

### Jurys
- 2008 à 2012 : Jurée du Prix Artémisia[17]
- 2012 : Grand jurée au Festival d'Angoulême 2012, aux côtés de Art Spiegelman, président du jury.